# Gare d'Arimaguchi

La gare d'Arimaguchi (有馬口駅, Arimaguchi-eki) est une gare ferroviaire située dans la ville de Kobe, dans la préfecture de Hyōgo au Japon. La gare est exploitée par la Kobe Electric Railway sur la ligne Sanda et Arima  .

## Disposition des quais
La gare d'Arimaguchi est une gare disposant de quais et de quatre voies.

| N° de voie | Ligne           | Direction   |
| ---------- | --------------- | ----------- |
| 1          | ▆ Sanda         | Sanda       |
| 2          | ▆ Arima         | Arima-Onsen |
| 3          | ▆ Sanda ▆ Arima | Shinkaichi  |
| 3          | ▆ Sanda ▆ Arima | Shin-Kōbe   |
| 4          | ▆ Arima         | Arima-Onsen |
| 4          | ▆ Sanda ▆ Arima | Shinkaichi  |

## Gares/Stations adjacentes
| Kobe Electric Railway |                       |                       |                       |                              |
| Direction Sanda       | ligne Shintetsu Sanda | ligne Shintetsu Sanda | ligne Shintetsu Sanda | Direction Arimaguchi         |
| Gosha KB21            |                       | Semi-Express 急行     |                       | Karatodai (ligne Arima) KB14 |
| Gosha KB21            |                       | Express 急行          |                       | Karatodai (ligne Arima) KB14 |
| Gosha KB21            |                       | Local 普通            |                       | Karatodai (ligne Arima) KB14 |
| Direction Arima-Onsen | ligne Shintetsu Arima | ligne Shintetsu Arima | ligne Shintetsu Arima | Direction Minatogawa         |
| Arima-Onsen KB16      |                       | Express 急行          |                       | Karatodai KB14               |
| Arima-Onsen KB16      |                       | Local 普通            |                       | Karatodai KB14               |